# Rumiñahui (kanton)
Rumiñahui – kanton w prowincji Pichincha, w Ekwadorze. Stolicą kantonu jest Sangolquí.